# Seznam vizigótských králů
Seznam vizigótských králů zahrnuje všechny náčelníky a krále germánského etnika Vizigótů mezi lety 369 a 711.

## Tervigští králové

### Králové a vůdci tervigských Gótů
Tito králové a jejich vůdci – s výjimkou Fritigerna a snad i Alavivuse byli pohané.
- Ariarich (4. století)
- Aorich (4. století)
- Athanarich (369–381)
  - Rothesteus – regionální vůdce
  - Wingurich – regionální vůdce
- Alavivus (cca 376) – vzbouřenec proti Valensovi
- Fritigern (cca 376 – cca 380) – vzbouřenec proti Athanarichovi a Valensovi

## DynastieBalthů
Tito králové byli ariánského vyznání (stoupenci teologického učení Areia). Jejich postavení se zakládalo na úspěchu jejich předků, blízkých k trůnu, proto představují dynastii.
- Alarich I. (395–410)
- Athaulf (410–415)
- Sigerich (415)
- Wallia (415–419)
- Theodorich I. (419–451)
- Thorismund (451–453)
- Theodorich II. (453–466)
- Eurich (466–484)
- Alarich II. (484–507)
- Gesalich (507–511)
  - Theodorich Veliký (511–526) – regent nedospělého Amalaricha
- Amalarich (511–531)

## Následní králové
Vizigótské království mělo po pádu Balthské dynastie krále voleného šlechtou a klérem. Králové až do vlády Rekkareda I. byli ariánského vyznání. Rekkared I. v roce 587 konvertoval ke katolickému vyznání, (protikrál Hermenegild konvertoval dříve). Několik synů následovalo ve funkci krále své otce.
- Theudes (531–548)
- Theudigisel (548–549)
- Agila (549–554)
- Athanagild (554–567)
- Liuva I. (567–572) – po roce 568 vládl pouze na území Septimánie
- Leovigild (568–586)
  - Hermenegild (580–585) – protikrál na území Baetica
- Rekkared I. (586–601)
  - Segga (586–587) – uzurpátor v době před legitimní volbou krále Rekkareda I.
  - Argimund (589–590) – uzurpátor, který se na konci 6. století pokusil sesadit krále Rekkareda I. z trůnu.
- Liuva II. (601–603)
- Witterich (603–610)
- Gundemar (610–612)
- Sisebut (612–621)
- Rekkared II. (621)
- Suintila (621–631)
  - Recimir (626–631) – syn a spoluvládce Suintily
- Sisenand (631–636)
  - Iudila (631–633) – uzurpátor, v letech 631–633 si nárokoval trůn, nelegitimní vládce
- Chintila (636–640)
- Tulga (640–641)
- Chindaswinth (641–649)
- Rekkeswinth (649–672)
  - Froia (653) – vzbouřenec, v posledních letech vlády Chindaswintha a prvních letech vlády Rekkeswintha se pokusil ovládnout vizigótský trůn
- Wamba (672–680)
  - Hilderich z Nîmes (672) – vůdce v Nîmes, v roce 672 se vzbouřil proti králi Wambovi.
  - Flavius Paulus (672–673) – vojenský velitel jižního pobřeží Hispánie a jihofrancouzského pobřeží až do Nîmes (Septimánie)
- Ervig (680–687)
- Egika (687–701)
  - Suniefred (693) – byl vizigótský uzurpátor, který se v roce 692 nelegitimně zmocnil královského trůnu, vládl jen několik měsíců. V roce 693 byl poražen.
- Witiza (701–710)
- Roderich (710–711) – král v Lusitanii a v Carthaginiensis
- Achila II. (711–714) – král v Tarraconensis a Narbonensis
  - Oppas (712) – vizigótský vůdce, syn Egiky a bratr či nevlastní bratr Wittizy, snad v opozici proti Roderichovi a Achilovi.
- Ardo (714–721) – král pouze na území Septimánie